# Tour Pies Descalzos
Tour Pies Descalzos (en català: "Peus descalços") va ser la primera gira que va realitzar l'artista colombiana Shakira entre 1996 i 1997 per promocionar el seu àlbum Pies descalzos. Amb aquest tour, Shakira va recórrer diverses ciutats llatinoamericanes i Miami (als Estats Units). Se sap poc de la gira, que va ser promocional. S'hi van oferir diversos concerts combinant-los amb aparicions en televisió i rodes de premsa. Shakira només va interpretar cançons de l'àlbum homònim i algunes cançons del seu àlbum antecessor com Tu Seras La Historia De mi Vida i Magia de Magia però només a Colòmbia. ¿Dónde estás corazón? va ser presentada només en alguns concerts.

## Llista de cançons
1. Intro & Vuelve
2. Quiero
3. Un poco de amor
4. Te espero sentada
5. Pies descalzos, sueños blancos
6. Pienso en ti
7. Antología
8. Se Quiere...Se Mata
9. Estoy aquí
10. Te Necesito
11. ¿Dónde estás corazón?(només en algunes dates)
12. Magia(només a Colòmbia)
13. Tu serás la historia de mi vida(només a Colòmbia)

## Dates del tour
| Latinoamérica         |                                           |                      |
| març del 1996         | Bogotà                                    | Colòmbia             |
| 12 juliol del 1996    | Quito                                     | Equador              |
| 24 juliol del 1996    | Caracas                                   | Veneçuela            |
| 26 juliol del 1996    | Nueva Esparta                             | Veneçuela            |
| 4 agost del 1996      | Feria del hogar - Lima                    | Perú                 |
| 14 agost del 1996     | Centre de convencions Maria Angola - Lima | Perú                 |
| 14 agost del 1996     | Tegucigalpa                               | Hondures             |
| 16 agost del 1996     | Barranquilla                              | Colòmbia             |
| 22 agost del 1996     | Santo Domingo                             | República Dominicana |
| 24 agost del 1996     | San Juan                                  | Puerto Rico          |
| 20 novembre del 1996  | Ciutat de Mèxic                           | Mèxic                |
| 24 novembre del 1996  | Monterrey                                 | Mèxic                |
| 28 febrer del 1997    | Bogotà                                    | Colòmbia             |
| 3 març del 1997       | Florianapolis                             | Brasil               |
| 4 març del 1997       | Criciuma                                  | Brasil               |
| 9 març 1997           | Porto Alegre                              | Brasil               |
| 10 març del 1997      | Santa Cruz de la Sierra                   | Bolívia              |
| Estats Units          |                                           |                      |
| 13 abril del 1997     | Miami                                     | Estats Units         |
| Amèrica del sud       |                                           |                      |
| 2 agost del 1997      | Managua                                   | Nicaragua            |
| 5 agost del 1997      | San Pedro Sula                            | Hondures             |
| 19 setembre del 1997  | Rio de Janeiro                            | Brasil               |
| 24 setembre del 1997  | Rio de Janeiro                            | Brasil               |
| 25 setembre del 1997  | Rio de Janeiro                            | Brasil               |
| 10 d'octubre del 1997 | Bogotà                                    | Colòmbia             |